# Arnulfo II da Flandres

Arnulfo II da Flandres (c. 960 ou 961 - Ghent, 30 de março de 987), "o Jovem", foi conde da Flandres de 965 a 987.

## Biografia
Era ainda uma criança a quando da morte de seu pai, Balduíno III da Flandres, corrida em 962, pelo que o seu avô Arnulfo I da Flandres, assume as rédias do governo do condado, cargo que assume até à sua morte em 965.
Enquanto Arnulfo, muito jovem estava desfrutando da sua juventude, e reivindicando a regência como suserano, o rei Lotário I de França invadiu Flandres, apoderando-se dos municípios Thérouanne, de Saint-Pol-sur-Ternoise, de Douai e Arras (Artois e Ostrevant). Perante estes acontecimentos, o bispo de Cambrai e Arras solicita ao Imperador Otão I, Sacro Imperador Romano-Germânico o resgate de forma a repor a situação. O imperador intervem obrigando à retirada de Lotário, que no entanto deixa país devastado.
Com a morte de Luís V de França em 21 de maio de 987, e em solidariedade coma família carolíngia, Arnulfo, apoia Carlos da Baixa Lorena e seu filho Otão da Baixa Lorena, face a Hugo Capeto, e não reconhece o rei eleito.
Este acontecimento levou a que Hugo Capeto invadisse a Flandres ocupando a Lys e Arras, levando Arnulfo a refugiar-se junto do o Duque Ricardo I da Normandia, que intervém: Hugo Capeto, acaba por retirar-se dos territórios ocupados, mas o conde de Flandres é obrigado a reconhece-lo como rei.
Arnulfo morre um mês depois deste acontecimento, sofrendo de febres. O seu corpo foi enterrado na Abadia de Gand de Saint-Pierre.

## Relações familiares
Foi filho de Balduíno III da Flandres e Matilde de Saxe (? - 1008). Desta esta filiação foi filho-neto e sucessor de Arnulfo I da Flandres. Casou com Rosália de Ivrea, (ca. 937 - 7 de Fevereiro de 1003), que foi condessa da Flandres e depois rainha consorte de França, pelo seu 2º casamento com Roberto II de França. Era filha de Berengário II de Itália (ca. 900 — Bamberg, 6 de julho de 966), rei da Itália, e de Willa III Toscânia-Arles (912 - 970), sendo portanto descendente de Carlos Magno. Deste casamento nasceram:
1. Balduíno IV da Flandres [6] (980 - 30 de maio de 1035).[7][8] Casou por 2 vezes e teve pelo menos uma amante, o 1º casamento foi com Otgiva de Luxemburgo filha de Frederico do Luxemburgo (965 – 6 de outubro de 1019) e de Irmentrude Konradiner, condessa de Gleiberg. O 2º casamento, foi depois de viúvo, e com Eleanor da Normandia (c. 1010 - 1071), filha de Ricardo II da Normandia,[9] duque da Normandia e de Judite da Bretanha
2. Odo de Cambrai
3. Matilde da Flandres (m. 995)

Como os seus filhos ainda não tinham atingido a maioridade à data da morte de Arnulfo, Rosália assumiu a sua tutela e a regência do condado.